# Homoki tigriscápa
A homoki tigriscápa (Carcharias taurus) a porcos halak (Chondrichthyes) osztályának heringcápa-alakúak (Lamniformes) rendjébe, ezen belül a tigriscápafélék (Odontaspididae) családjába tartozó faj. Nem tévesztendő össze a tigriscápával (Galeocerdo cuvier), amellyel nem áll közeli rokonságban.

## Osztályozás és rokon fajok
A homoki tigriscápát Constantine Rafinesque francia polihisztor írta le elsőként 1810-ben Charcharias taurus néven. A faj pontos besorolása azóta számos vita tárgyát képezte. 1837-ben a Trighlochis taurus nevet kapta,1838-ban pedig az Odontaspis nembe helyezték át. 1977-ben végül a faj visszakapta eredeti besorolását, ami napjainkig használatban van.
A faj a tigriscápafélék családjába tartozik. A család és a faj neve is megtévesztő, ugyanis nem áll közeli rokonságban a tigriscápával (Galeocerdo cuvier), amely a kékcápafélék (Carcharhinidae) családjába tartozik. A tigriscápafélék családja még két recens fajt tartalmaz, ezek a fekete homoki tigriscápa (Odontaspis noronai) és kisfogú homoki tigriscápa (Odontaspis ferox). 

## Előfordulása
Part menti vizek lakója, 200 méteres mélységnél nem hatol lejjebb. Mindhárom óceánban megtalálható, elsősorban a szubtrópusi és mérsékelt övi vizekben gyakori. Megtalálható az Egyesült Államok keleti partján, Dél-Amerikában Brazília és Argentína partjainál, a Földközi-tenger nyugati részén egészen az Adriai-tengerig, északnyugat-Afrika, a Kanári-szigetek, a Zöld-foki köztársaság és Dél-Afrika partvidékén. A Vörös-tengerben és az Arab-tengerben is észlelték. Továbbá előfordul kelet-Ázsiában Kína és Vietnám partjainál, illetve Ausztrália csaknem teljes partvidékén.

## Megjelenése
A hímek átlagos testhossza 2,2-2,5 méter, a nőstények mérete eléri a 3,2 méteres hosszúságot is. Testsúlyuk legfeljebb 159 kilogramm. A fej erősen nyújtott, elhegyesedő, az orr (rostrum) lapított és kissé felfelé ível. A száj jóval az apró szemek mögé ér. A cápa teste zömök, a hátoldal szürkésbarna színű, a hasoldal fehéres. A kifejlett egyedek testén olykor vöröses pettyek láthatók. Albínó egyedekről is készültek feljegyzések. A hegyes, keskeny fogak több sorban helyezkednek el, az alsó állkapocsból feltűnően kiállnak. A farokúszó felső része jóval hosszabb az alsónál.

## Életmódja
Éjszaka aktív, a nappalt part menti sekély vizekben, sziklák, zátonyok menedékében tölti. Éjjel indul vadászatra, az aljzathoz közel keresi halakból, rájákból, rákokból és puhatestűekből álló táplálékát. Gyakran zsákmányol más cápafajokat is. Lassan, lopakodva úszik, áldozatát észrevétlenül közelíti meg. A nagyobb halrajokra olykor csapatosan támadnak rá.
A homoki tigriscápa képes légköri levegőt nyelni, amely a gyomorban felhajtóerőt képez, így a cápa kevés erőfeszítéssel, hangtalanul tud úszni. Ezen a fajon kívül csak a rokon kisfogú homoki-tigriscápa (Odontaspis ferox) és fekete homoki-tigriscápa (Odontaspis noronhai) rendelkezik ezzel a képességgel.
A dél-afrikai és ausztráliai populációkra vándorló életmód jellemző: a telet melegebb vidéken töltik, nyáron viszont a déli hideg vizekbe vonulnak.

## Szaporodása
a cápák szaporodására az őszi periódusban kerül sor. A hímek az általuk kiválasztott nőstényt agresszívan védik a vetélytársaktól, figyelmét kisebb harapásokkal igyekeznek felkelteni. A párzás mindössze néhány percig tart, eközben a hím a nőstény jobb mellúszójába kapaszkodik, ez általában jól látható sebhelyet hagy maga után. A párzást követően a pár különválik, a nőstény a szaporodási időszak alatt általában több hímmel is párosodik. 
A nőstény két méhhel rendelkezik. A fajra méhen belüli kannibalizmus jellemző: a legnagyobb embriók körülbelül 10 centiméteres hosszúság elérése után felfalják fejletlenebb testvéreiket, amíg mindkét méhben csak egy-egy embrió marad. Ezután a méhben fejlődő terméketlen tojásokkal táplálkoznak. A teljes vemhességi időszak nyolc hónaptól akár egy évig is eltarthat, a kis cápák csaknem egyméteres hosszúsággal jönnek világra. A fiatalok meglehetősen lassan növekednek, a kétméteres hosszt a hímek 5-7, a nőstények 7-10 éves korukra érik el, ekkorra rendszerint ivaréretté is válnak. A nőstény csak minden második vagy harmadik évben párzik.

## A homoki tigriscápa és az ember
Mivel a part menti sekély vizeket kedveli, a homoki tigriscápa gyakran kerül az ember közelségébe. Viszonylag nagy mérete és hosszú, kiálló fogai félelmetes külsőt kölcsönöznek a cápának, emiatt sokan veszélyes állatnak gondolják. Valójában kifejezetten békés természetű, a tudomány nem tart számon egyetlen esetet sem, amely során ez a faj embert ölt volna. Legfeljebb önvédelemből, illetve a cápák etetése során véletlenül elkövetett harapásokról beszélhetünk.
A homoki tigriscápa impozáns mérete és békés természete miatt kedvelt az akváriumok és állatkertek körében. Megfelelően tágas mozgástér hiányában azonban a faj gyakran szenved el fejlődési rendellenességeket. Elsősorban a hátgerinc kóros meggörbülése gyakori, ami "púpos" megjelenést ad az állatnak.
Elsősorban a túlhalászás és a vizek szennyezése következtében állományai csökkenőben vannak. A Természetvédelmi Világszövetség a fajt a súlyosan veszélyeztetett kategóriába sorolja.

## Fordítás
Ez a szócikk részben vagy egészben  a   Sand tiger shark című angol Wikipédia-szócikk fordításán alapul.  Az eredeti cikk szerkesztőit annak laptörténete sorolja fel. Ez a jelzés csupán a megfogalmazás eredetét és a szerzői jogokat jelzi, nem szolgál a cikkben szereplő információk forrásmegjelöléseként.